# توماس هندرسون (لاعب كرة قدم أمريكية)
توماس هندرسون (بالإنجليزية: Thomas "Hollywood" Henderson)‏ هو لاعب كرة قدم أمريكية أمريكي، ولد في 3 مارس 1953 في أوستن في الولايات المتحدة.

## وصلات خارجية
- توماس هندرسون على موقع مرجع كرة القدم المحترفة.كوم (الإنجليزية)